# لويز دومون
لويز دومون (بالألمانية: Louise Dumont )‏ (و. 1862 – 1932 م) هي ممثلة، وممثلة مسرحية ألمانية، ولدت في كولونيا، توفيت في دوسلدورف، عن عمر يناهز 70 عاماً.